# Keijo Pehkonen
Keijo Tapio Pehkonen (ur. 11 listopada 1964 w Heinoli) – fiński zapaśnik walczący w stylu klasycznym. Dwukrotny olimpijczyk. Siódmy w Barcelonie 1992; a odpadł w eliminacjach w Seulu 1988. Walczył w kategorii 57 kg.
Brązowy medalista mistrzostw świata w 1987. Zdobył trzy medale na mistrzostwach Europy, w tym złoty w 1987 i 1989. Drugi w Pucharze Świata w 1987 i szósty w 1993. Srebrny medalista mistrzostw nordyckich w 1986.